# David Miller (Segler)
David Stanley „Dave“ Miller (* 18. September 1943 in Vancouver) ist ein ehemaliger kanadischer Segler.

## Erfolge
David Miller, der Mitglied im Royal Vancouver Yacht Club ist, nahm an drei Olympischen Spielen teil. Sein Olympiadebüt 1964 in Tokio gab er in der Bootsklasse Star, in der er als Skipper der Glisten den siebten Platz belegte. Vier Jahre darauf war er in Mexiko-Stadt Crewmitglied auf dem kanadischen Boot der Drachen-Klasse. Bei der in Acapulco durchgeführten Regatta verpasste er dabei unter Skipper Steve Tupper als Vierter knapp einen Medaillengewinn. In der Bootsklasse Soling startete er bei den Olympischen Spielen 1972 in München wiederum als Skipper. Gemeinsam mit seinen Crewmitgliedern Paul Côté und John Ekels gewann er die Bronzemedaille, als sie die im Olympiazentrum Schilksee in Kiel stattfindende Regatta dank 47,1 Punkten hinter dem von Harry Melges angeführten US-amerikanischen und dem von Stig Wennerström angeführten schwedischen Boot auf dem dritten Platz beendeten. Ein Jahr später gewannen sie zusammen die nordamerikanischen Meisterschaften, im Anschluss daran beendete Miller seine Karriere. 1989 wurde er wie Côté und Ekels in die British Columbia Sports Hall of Fame aufgenommen.
1974 gründete Miller die erste kanadische Niederlassung von North Sails und führte deren Kanada-Geschäft bis zu seinem Ruhestand 2010. Seine Nachfolge trat Ross MacDonald an.